# 다테 나리무라

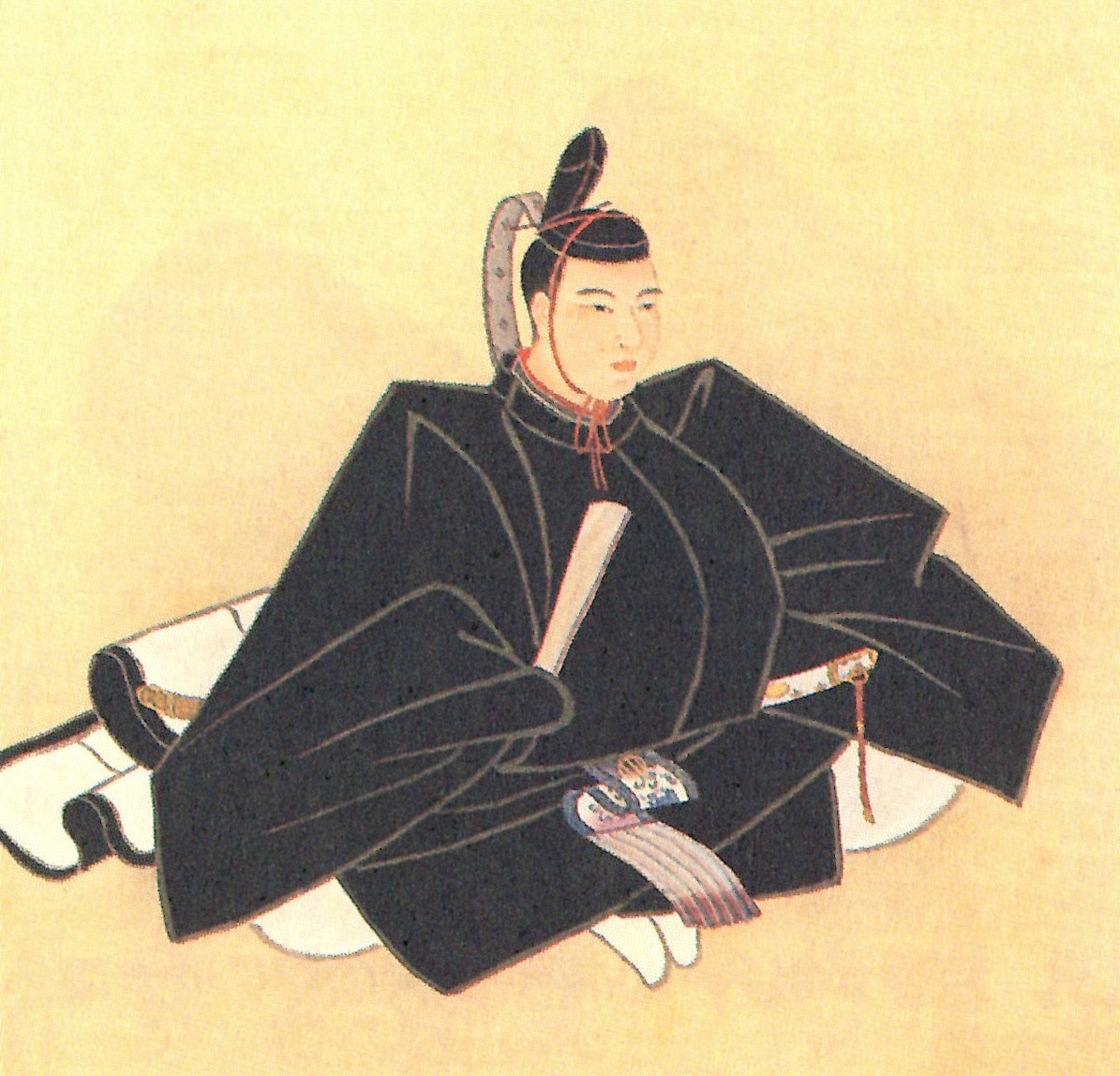
다테 나리무라

다테 나리무라(일본어: 伊達斉村, 1775년 1월 6일 ~ 1796년 9월 13일)는 일본 에도 시대의 다이묘로, 센다이번의 8대 번주이다. 어릴적 이름은 시키사부로(式三郎)이며, 통칭은 소지로(総次郎)이다. 관위는 종4위하, 사콘에노곤노쇼조(左近衛権少将)이다.
안에이 3년, 7대 번주 다테 시게무라의 차남으로 태어났다. 간세이 2년(1790년), 아버지로부터 가문을 계승하고 번주직에 취임했다. 무예보다 시문을 좋아하는 교양인이었다. 간세이 8년(1796년)에 이와마쓰 도시타카가 깊은 산속의 사쿠나미 온천을 개장하여 세상의 많은 사람들을 돕고 싶다고 청원하였을 때 이를 윤허하였다는 일화가 전한다. 같은 해 에도로부터 영지로 돌아오는 도중에 병에 걸려 복귀 후에 사망하였다. 맏아들 지카무네가 그 뒤를 이었다.
| 전임 다테 시게무라 | 제8대 센다이번 번주 1790년 ~ 1796년 | 후임 다테 지카무네 |